# Duché de Breslau
Pour les articles homonymes, voir Breslau (homonymie).
1248–1335
Entités précédentes :
- Duché de Silésie

Entités suivantes :
- Couronne de Bohême

Le duché de Breslau (en allemand : Herzogtum Breslau ; en polonais : Księstwo wrocławskie ; en latin : Ducatus Wratislaviensis) est est un ancien duché vassal silésien dont la capitale était Breslau (Wrocław), ville de Basse-Silésie. 
Créé en 1248 par la division de la Silésie, un fief du royaume de Pologne, le duché de Breslau est un duché séculier sous le règne des Piast silésiens. Le territoire épiscopal des évêques de Breslau était la principauté de Neisse. Le duché est soumis à la suzeraineté des rois de Bohême à partir de 1327 ; après la mort du duc Henri VI le Bon en 1335, il revient à la couronne de Bohême en tant que fief éteint. 
Après la première guerre de Silésie, en 1742, la plupart du pays avec Breslau est annexée par le royaume de Prusse.

## Histoire
En 1163, les frères Boleslas Ier et Mieszko Ier, fils de l'ancien duc et princeps Ladislas II le Banni, sont autorisés à retourner en Silésie après leur exil en Thuringe avec l'aide de l'empereur Frédéric Barberousse. En tant qu'héritiers, ils gouvernent d'abord ensemble le duché de Silésie. Cependant, des différends surgissant bientôt entre eux, le pays est divisé. 

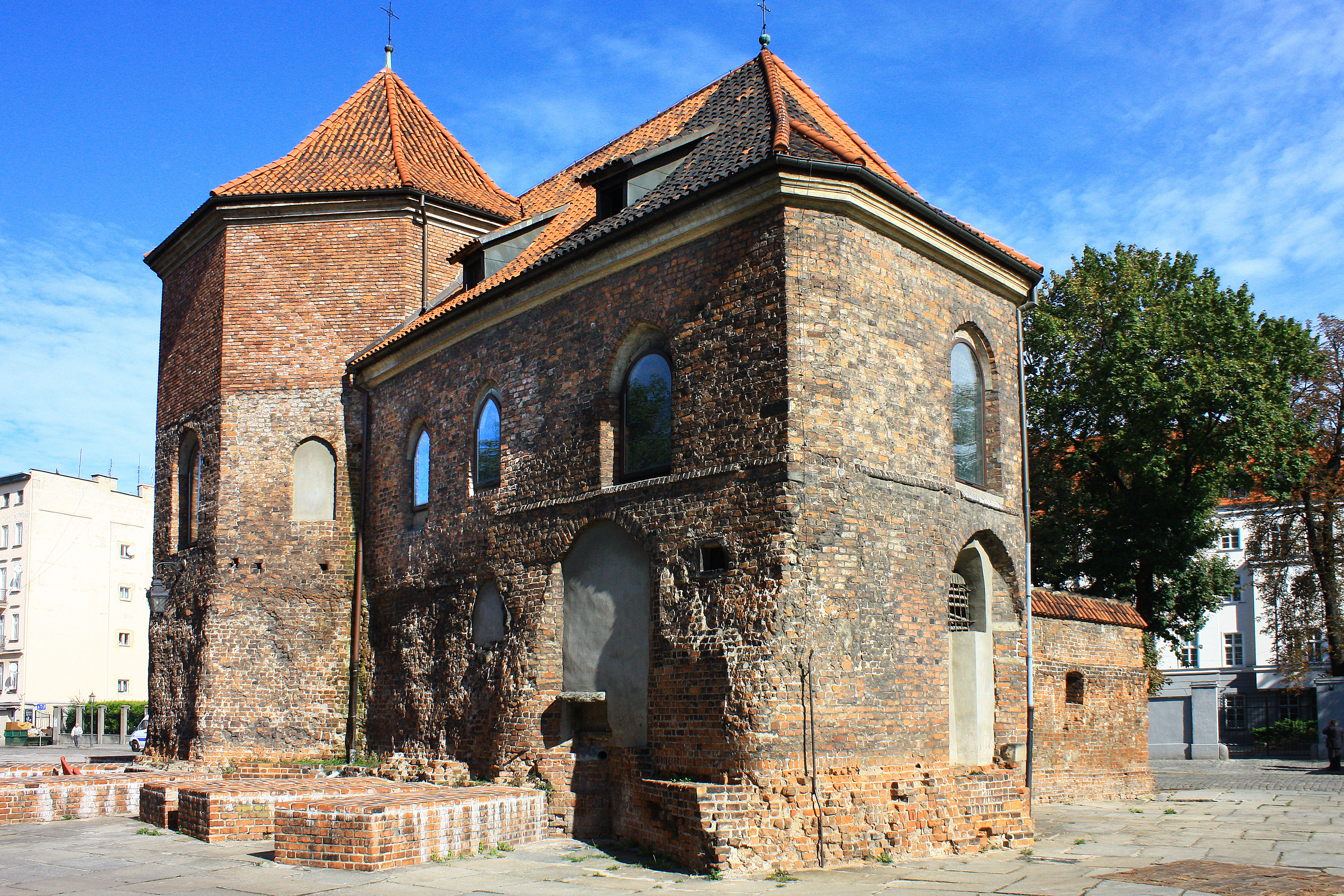
Ancienne chapelle castrale à Breslau.

L'aîné Boleslas reçoit la Silésie centrale et inférieure avec les domaines de Wrocław (Breslau), Legnica (Liegnitz) et Opole (Oppeln). Mieszko reçoit une plus petite région de Haute-Silésie autour de Racibórz (Ratibor) et Cieszyn (Teschen), qui est agrandie en 1177 pour inclure les châtellenies de Bytom (Beuthen) et d'Oświęcim (Auschwitz) et Siewierz (Sewerien) précédemment relevant de la Petite-Pologne. Après la mort de Boleslas en 1201, Mieszko s'approprie également la région d'Opole. Les princes de Haute-Silésie, y compris les propriétaires de sous-régions, s'appellent désormais « ducs d'Oppeln ». Jusqu'au XIVe siècle, ils n'utilisent pas du tout le nom « Silésie ». En revanche, les Piast régnant en Basse-Silésie et en Silésie-Centrale s'appellent « ducs de Silésie ». Ils continuent à utiliser cette appellation après la division du pays en de nombreux duchés partiels portant chacun leur propre nom.
Après la mort du duc Henri II, son duché de Silésie est divisé entre ses fils en 1248 :
- Boleslas II (mort en 1278) reçoit Liegnitz ;
- Conrad II (mort en 1232/36) reçoit Glogau ;
- Henri III reçoit avec son frère Ladislas (mort en 1270) Breslau.

Le premier duc de Breslau est Henri III, qui a pour co-régent son frère Ladislas, destiné à une carrière ecclésiastique. En 1261, les deux accordent le privilège urbain selon le droit de Magdebourg à leur résidence. À la mort d'Henri III en 1266, son fils Henri IV le Juste n'a que huit ou neuf ans. C'est pourquoi le gouvernement du duché de Breslau est confié au corégent d'Henri, Ladislas. Comme Henri IV est de toute façon élevé à la cour royale de Prague, c'est le roi de Bohême Ottokar II qui prend en charge la tutelle après la mort de Ladislav en 1270. En 1272, Henri IV désigne Breslau comme capitale de la Silésie et lui accorde de grands privilèges. Depuis 1274, il porte le titre supplémentaire de seigneur de Breslau. Comme Henri n'a pas de descendants biologiques, il désigne par testament son neveu Henri III de Glogau comme héritier de la Silésie-Breslau. Cependant, à la suite de la résistance des citoyens de Breslau et avec le soutien du roi de Bohême Venceslas II, elle revient en 1290 au neveu homonyme d'Henri, Henri V de Liegnitz.
Celui-ci fait don à son frère Bolko Ier de la partie sud de la principauté de Breslau, le long des montagnes, qui comprend les territoires de Münsterberg, Frankenstein, Strehlen, Reichenbach et Schweidnitz. Ces territoires correspondaient à peu près aux futures principautés de Schweidnitz et Münsterberg. Par cette donation, Henri V espère obtenir le soutien de son frère dans sa lutte contre son rival Henri III de Glogau. Malgré cela, il doit céder à ce dernier en 1291 notamment Groß Wartenberg, Trebnitz, Militsch, Sandewalde, Aura et Steinau. À la suite d'une trahison, Henri est fait prisonnier deux ans plus tard par Henri de Glogau, qui l'emprisonne dans un cachot à Sandewalde près de Guhrau et ne le libère qu'en 1294. En échange de sa libération, Henri V doit renoncer à l'ensemble du territoire situé sur la rive droite de l'Oder en faveur de son tortionnaire, auquel il doit en outre s'engager à verser de l'argent et à fournir une aide à la guerre. Craignant de nouvelles pertes territoriales, Henri V place le duché de Breslau sous la protection du pape Boniface VIII peu avant sa mort, le 1er février 1296. Les fils d'Henri V étant encore mineurs, l'héritage n'est partagé qu'en 1311. Le deuxième fils né, Henri VI hérite de Breslau, qui ne comprend que les faubourgs de Breslau et de Neumarkt.
Durant son règne, Henri VI est généreusement soutenu par la ville de Breslau, à laquelle il accorde un certain nombre de privilèges. En 1319-1321, ses terres sont toutefois frappées d'un interdit car il s'oppose, comme la plupart des ducs de Silésie, à la perception du denier de Saint-Pierre comme impôt par habitant. Avec la participation de la ville de Breslau, il cède son duché en fief au roi de Bohême Jean de Luxembourg le 6 avril 1327. En même temps, il accorde à ce dernier le droit d'héritage au cas où il (Henri) meurt sans héritier mâle. Le roi Jean restitue immédiatement à Henri son duché en usufruit à vie et lui accorde en outre, par reconnaissance, l'usufruit à vie de la région de Glatz. Henri est le dernier duc de Breslau de la lignée silésienne des Piast. Avant sa mort, le 24 août 1335, le traité de Trentschin est conclu, par lequel le roi polonais Casimir le Grand renonce à toute prétention de la Pologne sur la Silésie. En conséquence, le duché de Breslau d'Henri devient, sans aucune contestation, la propriété de la couronne de Bohême en tant que principauté héréditaire et terre secondaire.

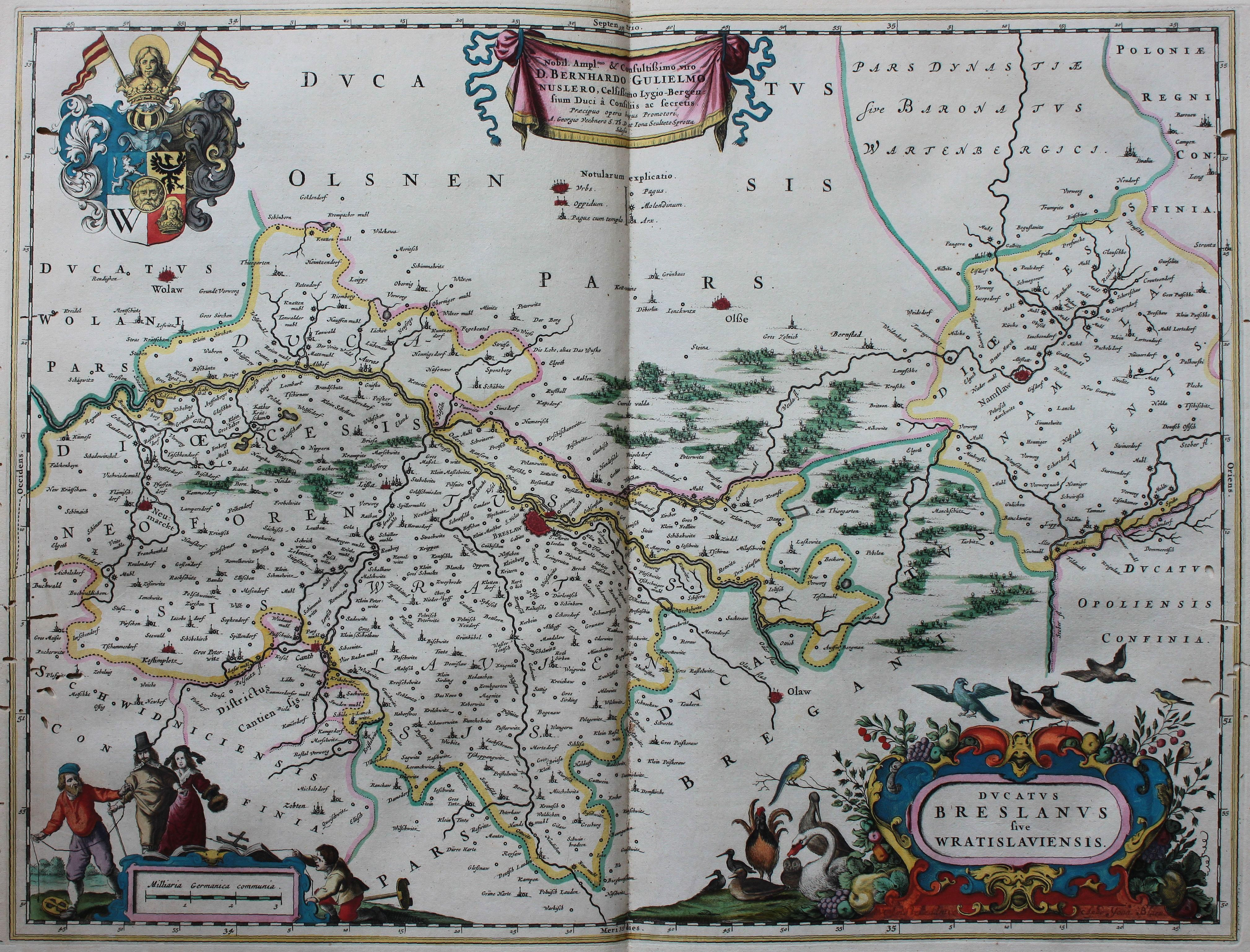
Carte du duché de Breslau, Johannes Blaeu (XVIIe siècle).

Le gouverneur de Breslau du roi de Bohême, qui porte désormais également le titre de «duc de Breslau», devient le gouverneur du pays (Landeshauptmann) nommé par ce dernier, auquel incombe également l'administration du duché de Breslau. De 1359 à 1635, cette fonction est le plus souvent confiée au conseil municipal de Breslau, dont le doyen occupe la fonction de gouverneur. Bien que Breslau ne soit plus une ville de résidence, le gouverneur de Breslau joue un rôle prépondérant dans le cercle des ducs et des princes de Silésie. Les journées princières de Silésie ne se tiennent toutefois pas au château, mais à l'hôtel de ville de Breslau. L'ancien domaine ducal de la ville est principalement transféré à des fondations religieuses. Le château royal continue à être développé en tant que partie intégrante des fortifications de la ville.
Après la première guerre de Silésie, la principauté de Breslau tombe aux mains du royaume de Prusse en 1742. Par la suite, les rois prussiens utilisent également le titre de « duc de Breslau ». En 1807, les duchés sont dissous à la suite des réformes administratives prussiennes puis incorporés dans la province de Silésie.

## Ducs de Breslau après la division du duché de Silésie

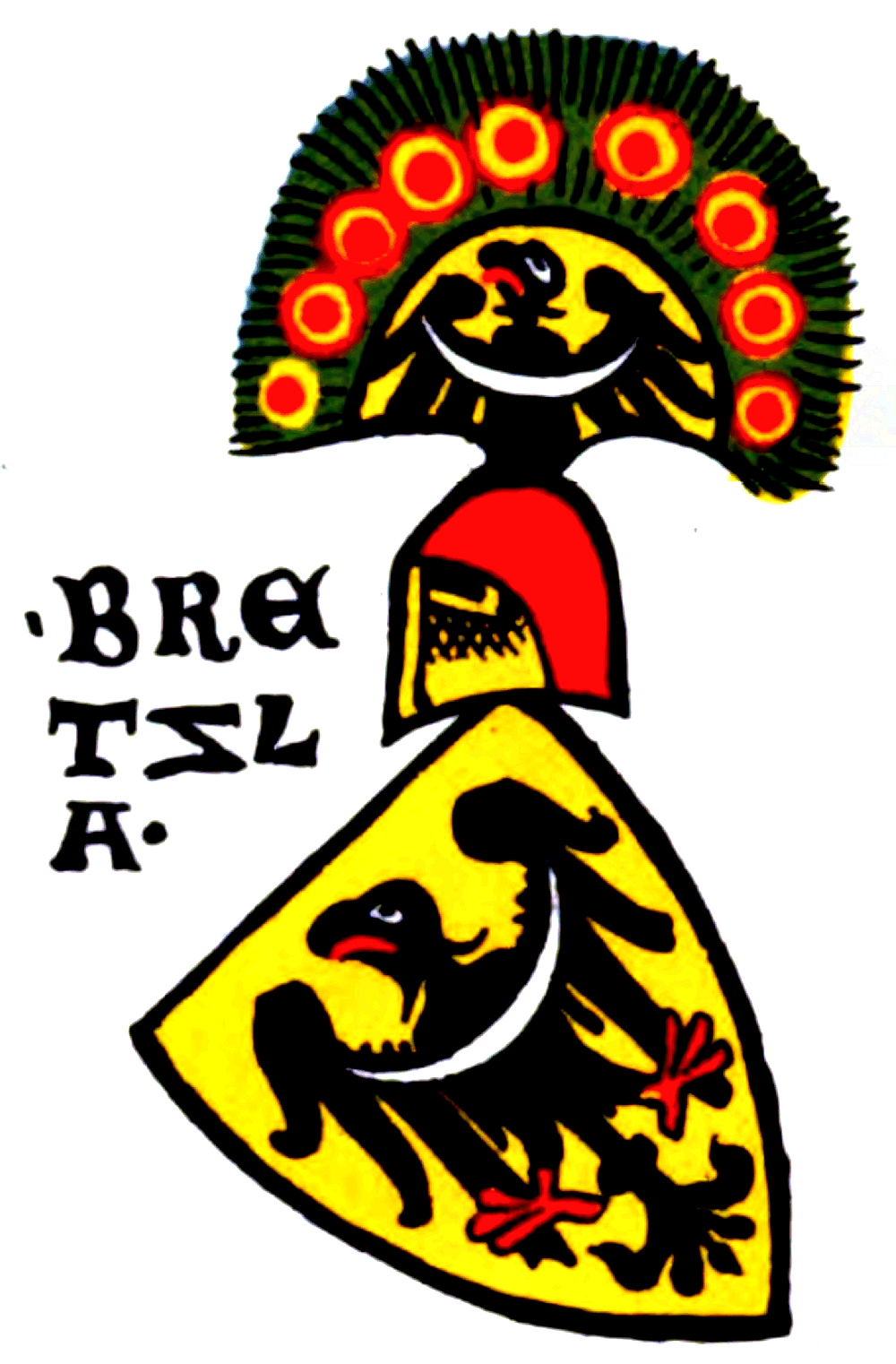
Armoiries du duc de Breslau, rouleau d'armoiries de Zurich, vers 1340

- 1248–1266 Henri III le Blanc (mort en 1266) et son frère Ladislas (mort en 1270) comme co-régent, fils d'Henri II le Pieux, ducs de Silésie.
- 1266–1290 Henri IV le Juste (mort en 1290), fils d'Henri III.
- 1290–1296 Henri V le Gros, fils de Boleslas II le Chauve, duc de Liegnitz, qui est un frère d'Henri III.
  - 1296–1311 tutelle des fils mineurs d'Henri V.
- 1311–1335 Henri VI le Bon, fils d'Henri V.

Après la mort d'Henri VI, Breslau passe à la couronne de Bohême en tant que principauté héréditaire. Dès lors, les rois de Bohême portent le titre de « duc de Breslau ».
De 1742 à 1807, les rois de Prusse dominent la plus grande partie de la Silésie, avec Breslau comme ville de résidence, une petite partie restant à l'Autriche (voir : Silésie prussienne et Silésie autrichienne) .

## Gouverneurs royaux de la principauté héréditaire de Breslau (incomplet)
- 1336-1337 Konrad von Borsnitz[1],[2]
- 1337–1339 Heinrich von Haugwitz
- 1339–1341 Konrad von Falkenhayn (de)[3]
- 1341–1343 Heinrich von Sterz, également Stercz, de Sterzis, von der Stertz[2]
- 1343-1357 Conrad von Falkenhayn
- 1357-1358 Burchard, comte de Hardegg et Retz
- 1358–1359 Conseil de Breslau
- 1359-1361 Conrad von Falkenhayn
- 1361-1369 Conseil de Breslau
- 1369–1383 Thimo VII von Colditz (de)
- 1387–1389 Christoph von Bank (de), également Banck[4]
- 1389–1396 Benesch von Choustnik (de)[5]
- 1396–1397 Stephen von Dobruška und Opočno (de) ; est assassiné en 1397 avec Stefan Poduška von Martinitz (de), Burkhard Strnad von Janowitz et le Prieur de l'Ordre de Saint-Jean Marquard von Strakonitz.
- 1397–1403 Benesh von Choustnik mort en 1410
- 1406–1407 Johannes von Bank « le Riche », (1391-1437), (1406–1431 conseiller ; 1423 chambellan)[6]
- 1408-1413 Jan von Chotěmice (de)
- 1413-1419 Heinrich von Lazan (de)
- 1420-1424 Albrecht von Kolditz (de)
- 1426–1434 Michael von Bank, également Banck (avec interruptions)
- 1437–1454 Alexius von Bank[7]
- 1454–1457 Heinrich IV von Rosenberg (de)
- 1457–1472 Johann II von Rosenberg (de)
- 1491–1506 Hans Haunold (de) (avec interruptions)
- 1534-1538 Johannes Metzler (de)
- 1551–1567 Anton von Banck[8]
- 1573-1587 Nicolas Rehdiger (de)
  - 1588 (?) Henricus von Logau (de)[9]
  -  ? Balthasar Heinrich von Oberg (de)[10]
- ?–1606 Abraham von Jenkwitz[11]
- 1607-1624 Adam von Dobschütz (de)
- ? – ? Wilhelm Borek von Rostropitz (mort en 1641)[12]
- 1670–1671 Johann Bernhard II von Herberstein (de)
- 1671-1673 Christian Hoffmann von Hoffmannswaldau
- 1675-1676 Christian Hoffmann von Hoffmannswaldau